# Litra MA
DSB Litra MA, også kaldet Sølvpilen eller mindre venligt, Staniolekspressen, efter ommalingen i 1984, er 2. generation af togsæt til Lyntog.
Litra MA blev anskaffet med første serie i 1963 og en anden serie i 1966. Typen tog udgangspunkt i de tyske TEE-tog Baureihe VT 11.5 fra MAN, tilpasset til danske forhold, hvor der bl.a. blev udviklet en styrevogn, således at et togsæt kunne adskilles i 2 dele.

De første sæt blev indsat på ruten København-Langå, hvor toget forsatte videre til hhv. Struer og Frederikshavn. Efter at den næste serie af tog blev leveret, indsattes Litra MA på ruten København-Kolding til hhv. Sønderborg og Struer via Esbjerg. Toget blev i denne version udstyret med alt i moderne bekvemmeligheder så som kiosk, lædersæder på første klasse samt børnevognen der videreføres fra 50'ernes CD-vogne. Fra januar 1990 blev litra MA afløst af IC3 og derefter hensat. Et enkelt halvtogsæt er bevaret ved Danmarks Jernbanemuseum, men er ikke længere køreklart. Det er dog håbet at det igen vil blive det, ad åre. Resten blev givet til Polen, som dog efter en periode hensatte dem og skrottede dem.
- MA 463 i 1972, før ombemalingen til DSB's nye designprogram. 
Foto: Kurt Rasmussen
- MA 469 i 1977, bemalet efter det nye designprogram. 
Foto: Kurt Rasmussen
- MA 464 i 1986, nu bemalet som "Sølvpilen". 
Foto: Phil Richards